# 四方田修平
四方田 修平（よもだ しゅうへい、1973年3月14日 - ）は、千葉県千葉市出身の元サッカー選手、サッカー指導者。

## 来歴

### 幼少期
サッカーを始めたのは横浜市で小学校に入学してからで、千葉県へ引っ越すまで約1年半プレーした。幼稚園時代から小学校2年生の途中までは岡野雅行と同級生として過ごし、同じサッカークラブに所属していた。千葉県へ引っ越した後は、地元にサッカーチームがなかったため野球を始めたが、小学校5年の時から再び部活動でサッカーに復帰した。

### 高校、大学、日本代表スタッフ
習志野市立習志野高等学校を卒業後、順天堂大学へ入学して蹴球部に所属。この頃から将来の指導者を目指し始めた。筑波大学大学院へ進学してコーチ学を学び、1996年から1998年まで筑波大学蹴球部コーチを務めた。筑波大学大学院では田嶋幸三研究室に所属し、論文『サッカーにおけるスライディングタックルに関する研究』を発表。
1996年から1998年までサッカー日本代表チームのスカウティングスタッフも務め、1998年のワールドカップでは岡田武史監督の下、スカウティング担当として日本代表に同行した。

### 北海道コンサドーレ札幌
1999年、コンサドーレ札幌監督に就任した岡田武史の誘いを受け、。2002年からコンサドーレ札幌ユースU-18コーチを務め、2004年に同クラブのユースU-18監督に就任。U-18監督としては、2010年までプリンスリーグ北海道で優勝6回。2011年にプレミアリーグ・イースト優勝、2012年に同準優勝。また2005年高円宮杯準優勝、2012年Jユースカップ優勝を導いた。U-18監督として指導した選手のうち、2016年までに32名がプロサッカー選手となった。
2015年にJFA 公認S級コーチのライセンスを取得。7月24日にイヴィッツァ・バルバリッチの後任としてコンサドーレ札幌のトップチーム監督への就任が発表された。最終順位は10位。
2016年は好調で、一時は2位と勝ち点10以上をつけた。10月に入りチームの調子が悪くなったが、負ければ自動昇格圏陥落もあり得た11月12日のアウェー千葉戦をアディショナルタイム弾で逆転勝ち。金沢との最終戦を0-0で終え、9年ぶりのJ2優勝と5年ぶりのJ1復帰を果たした。　
J1残留を目標に掲げた2017年は、ホームでは勝ち点を積み上げられるものの、アウェイでなかなか勝つことが出来ない状況が続き、更に5月から6月にかけて6連敗を喫して、残留争いに巻き込まれる。しかし、徐々に調子を取り戻し、第30節のFC東京戦でアウェイ戦初勝利を収めると、第32節の清水戦の勝利で、見事J1残留を成し遂げた。第33節・第34節でも勝利し、3連勝で最終順位を11位でシーズンを締めくくった。11月30日に前浦和監督のミハイロ・ペトロヴィッチ氏が翌シーズンの監督に就任することが発表され、四方田の去就について噂されたが、コーチに就任することを受諾。12月2日のシーズン最終戦後に発表した。
2018年1月にヘッドコーチに就任することになった。

### 横浜FC
2021年12月10日、横浜FCの監督に就任した。
2022年シーズン、J2リーグで2位を確保し、J1リーグへの自動昇格を達成。
2023年5月度、月間優秀監督賞を受賞。2025年7月23日、契約解除のため監督を退任。チームはここまで19位と低迷し、直近のリーグ戦は６連敗だった。

## 所属クラブ・学歴
- 1989年 - 1991年 習志野市立習志野高等学校
- 1992年 - 1995年 順天堂大学
- 筑波大学大学院

## 指導歴
- 1996年 - 1998年  筑波大学蹴球部 コーチ
- 1999年 -  2021年  コンサドーレ札幌 / 北海道コンサドーレ札幌
  - 1999年 - 2001年 トップチーム アシスタントコーチ
  - 2002年 U-18 コーチ
  - 2004年 - 2015年7月 U-18 監督
  - 2015年7月 - 2017年 トップチーム 監督
  - 2018年 - 2021年 トップチーム ヘッドコーチ
- 2022年 - 2025年7月  横浜FC 監督

## 監督成績
| 年度 | 所属   | クラブ | リーグ戦 | リーグ戦 | リーグ戦 | リーグ戦 | リーグ戦 | リーグ戦 | カップ戦               | カップ戦  |
| 年度 | 所属   | クラブ | 順位     | 勝点     | 試合     | 勝       | 分       | 敗       | ルヴァンカップ         | 天皇杯    |
| ---- | ------ | ------ | -------- | -------- | -------- | -------- | -------- | -------- | ---------------------- | --------- |
| 2015 | 札幌   | J2     | 10位     | 22       | 17       | 6        | 4        | 7        | -                      | 3回戦敗退 |
| 2016 | 札幌   | J2     | 優勝     | 85       | 42       | 25       | 10       | 7        | -                      | 2回戦敗退 |
| 2017 | 札幌   | J1     | 11位     | 43       | 34       | 12       | 7        | 15       | プレーオフステージ敗退 | 2回戦敗退 |
| 2022 | 横浜FC | J2     | 2位      | 80       | 42       | 23       | 11       | 8        | -                      | 3回戦敗退 |
| 2023 | 横浜FC | J1     | 18位     | 29       | 34       | 7        | 8        | 19       | グループステージ敗退   | 3回戦敗退 |
| 2024 | 横浜FC | J2     | 2位      | 76       | 38       | 22       | 10       | 6        | 3回戦敗退              | 3回戦敗退 |
| 2025 | 横浜FC | J1     | 19位     | 19       | 24       | 5        | 4        | 15       | -                      | 3回戦敗退 |

- 2015年は7月(第26節)から指揮。順位は最終順位。
- 2025年は7月(第24節)まで指揮。順位は退任時の順位。

## タイトル

### 監督時代
北海道コンサドーレ札幌U-18
- 高円宮杯 JFA U-18サッカープリンスリーグ北海道：6回（2004年、2005年、2007年、2008年、2009年、2010年）
- 高円宮杯U-18サッカーリーグプレミアリーグイースト：1回（2011年）
- Jユースカップ：1回（2012年）

北海道コンサドーレ札幌
- J2リーグ：1回（2016年）

### 個人
- J1リーグ 月間優秀監督賞：1回（2023年5月）
- J2リーグ 月間優秀監督賞：1回（2022年2・3月）
- J2リーグ 優秀監督賞：1回（2024年）